# Natuurpark Scheldevlakten
Natuurpark Scheldevlakten (Frans: Parc naturel des Plaines de l'Escaut) is een natuurpark in de Waalse provincie Henegouwen. Het park is 260 vierkante kilometer groot en ligt in de gemeentes Rumes, Brunehaut, Antoing, Péruwelz, Beloeil en Bernissart. Het landschap in de vlakte van de Schelde wordt bepaald door kastelen (Kasteel van Belœil), kanalen, bossen (Bos van Bon-Secours, Bos van Stambruges met natuurreservaat Mer de Sable (zand, heide)), weiden met knotwilgen, landbouwgronden en moerassen (Moerassen van Harchies). Het park loopt over de Frans-Belgische grens door in het Franse regionale natuurpark Scarpe-Escaut en vormt zo het 'grensoverschrijdende park van Henegouwen' (Parc Transfrontalier du Hainaut). Verschillende delen zijn Europees beschermd als Natura 2000-gebied (Bos van Bon-Secours, Bos van Stambruges, Moerassen van Harchies). Het bezoekerscentrum van het natuurpark heet "de Woudhalte" (l'Escale forestière) (met boomkroonpad) en bevindt zich bij het Bos van Bon-Secours . Een bewegwijzerde "Route Paysagère" slingert door het natuurpark.

## Afbeeldingen

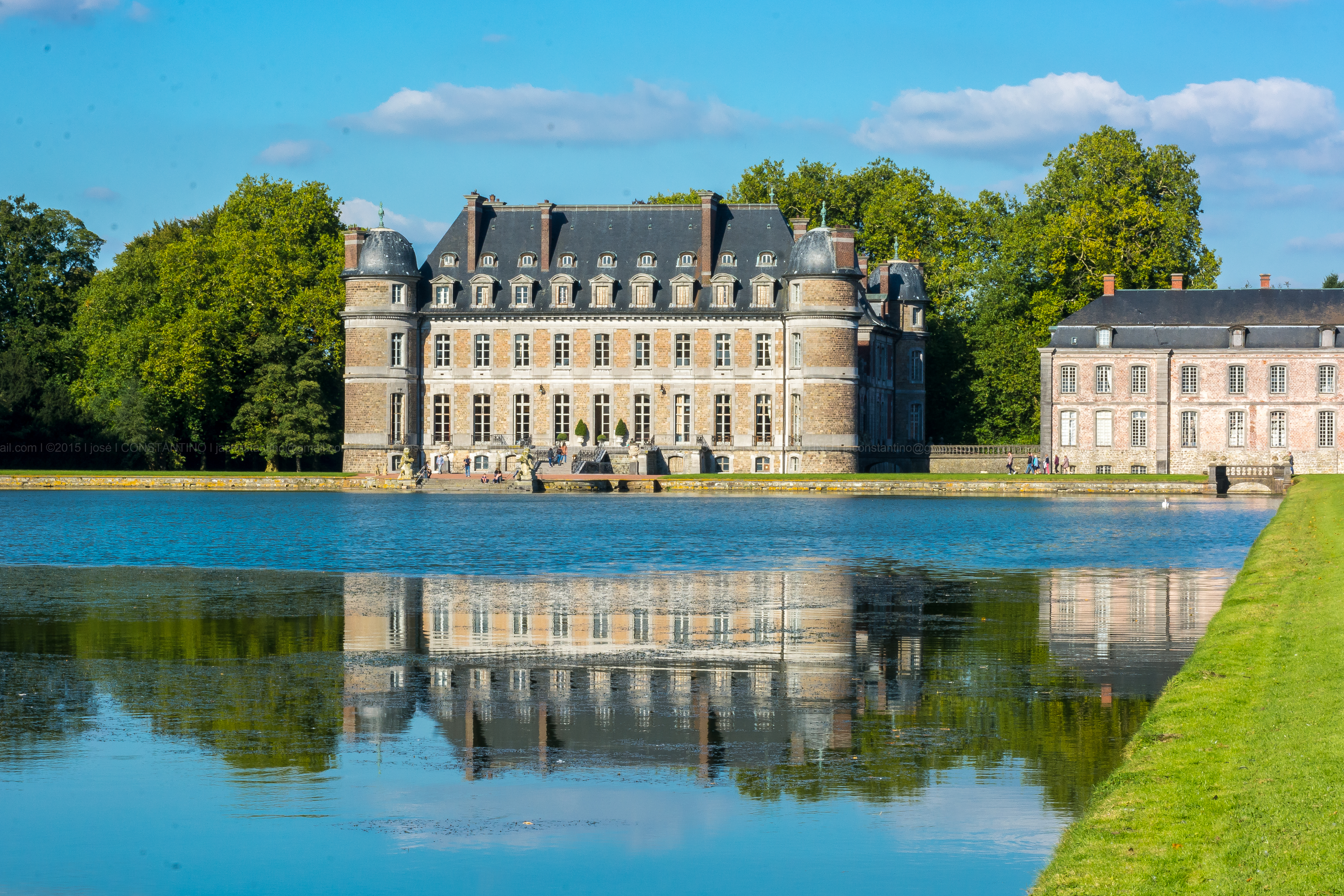
Kasteel van Belœil
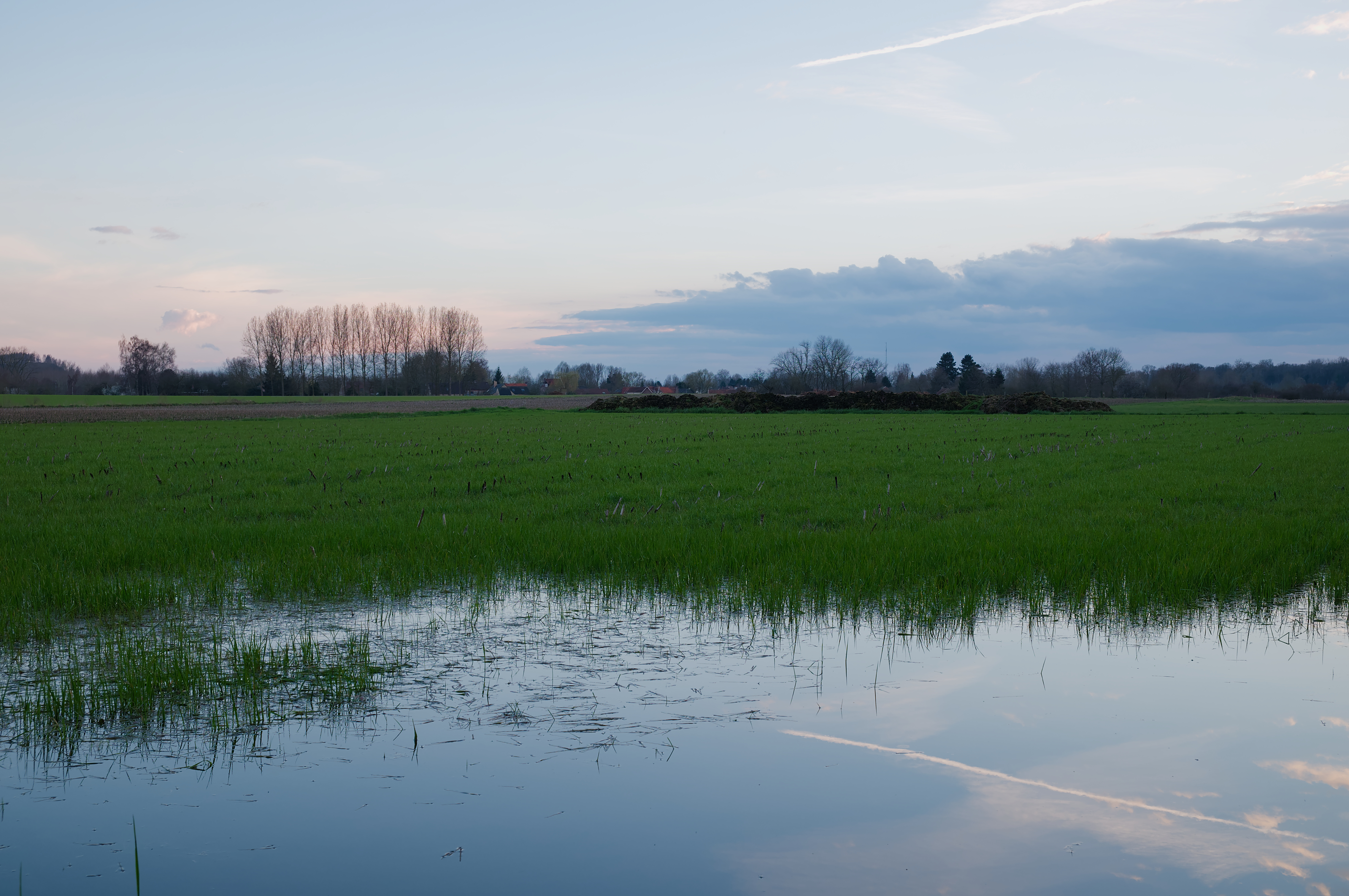
Scheldevlakte
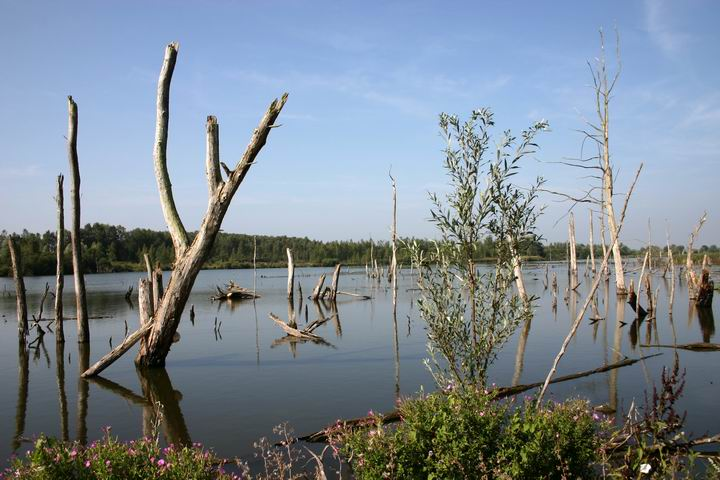
Moerassen van Harchies
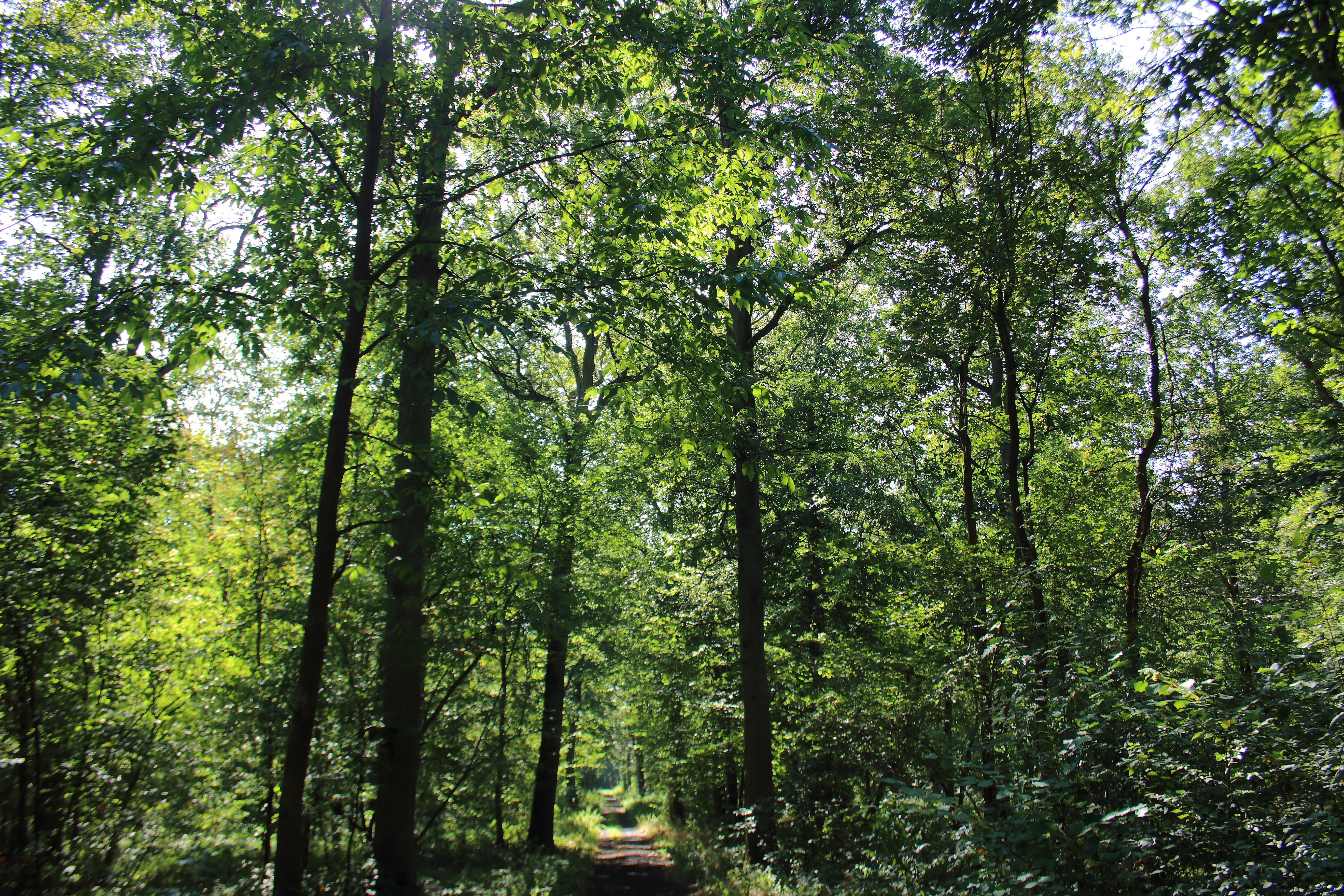
Bos van Bon-Secours
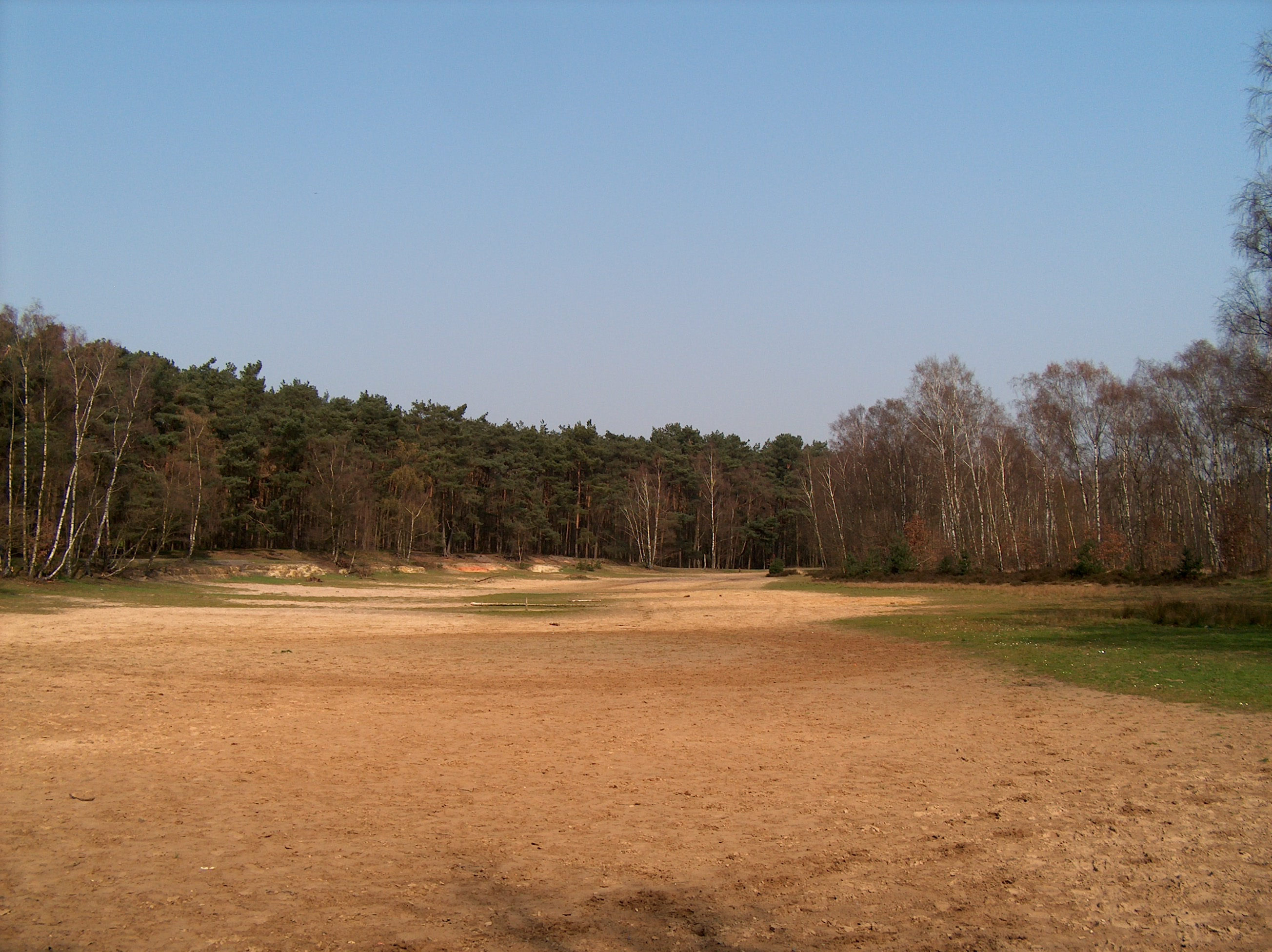
Mer de Sable in het bos van Stambruges